# Champagne Charlie (film, 1936)
Pour les articles homonymes, voir Champagne Charlie.
Pour plus de détails, voir Fiche technique et Distribution.
Champagne Charlie (titre original : Champagne Charlie) est un film américain réalisé par James Tinling, sorti en 1936.
Le film a été tourné dans un décor des années 1860.

## Fiche technique
- Titre : Champagne Charlie
- Titre original : Champagne Charlie
- Réalisation : James Tinling
- Assistant-réalisateur : William Eckhardt
- Scénario : Allen Rivkin
- Photographie : Daniel B. Clark
- Montage :  Nick DeMaggio
- Musique :  Samuel Kaylin
- Direction artistique :  Duncan Cramer (en)
- Décors :  Lewis H. Creber
- Costumes :  William Lambert
- Son :  Harry M. Leonard, Albert Protzman
- Producteur associé : Edward T. Lowe Jr.
- Société de production :  Twentieth Century Fox
- Société de distribution :  Twentieth Century Fox
- Pays d'origine :  États-Unis
- Langue : Anglais
- Tournage : du 21 octobre 1935 à novembre 1935
- Métrage : 1 627 m (6 bobines)
- Format : Noir et blanc— 35 mm — 1,37:1 — Son : Mono (Western Electric Noiseless Recording)
- Genre: Film dramatique, Film policier
- Durée: 60 minutes (1 h 0)
- Dates de sortie :
  -  États-Unis : 6 mai 1936 (Première, New York /  8 mai 1936 (sortie nationale)
  -  Portugal : 2 décembre 1936

## Distribution
- Paul Cavanagh : Charlie Cortland
- Helen Wood : Linda Craig
- Thomas Beck : Tod Hollingsworth
- Minna Gombell : Lillian Wayne
- Herbert Mundin :  M. James Augustus Fipps
- Noel Madison : Pedro Gorini
- Montagu Love : Ivan Suchine
- André Cheron : Henri, le croupier
- Lita Chevret